# ヘンリコ・ブルンジース
ヘンリコ・ブルンジース（Henricho Bruintjies、1993年7月16日 ‐ ）は、南アフリカ・パール出身の陸上競技選手。専門は短距離走。100mの自己ベストは9秒97の元南アフリカ記録保持者。

## 経歴
2015年7月5日、ラ・ショー＝ド＝フォンで開催されたResisprint Internationalの男子100mにおいて9秒97（+0.8）の南アフリカ新記録（当時）を樹立。サイモン・マガクウェの記録を0秒01更新し、10秒の壁を破った南アフリカ史上3人目の選手となった。
2015年8月、北京世界選手権の男子100mで世界選手権デビューを果たすと、予選を10秒07（+2.1）の組3着（全体16位）で突破して準決勝に進出した。男子4×100mリレーでは予選において1走を務めたが、2走のアナソ・ジョボドワナとのバトン交換に失敗して途中棄権に終わった。
2016年5月29日、ガヴァルドで開催されたGavardo Meetingの男子100mにおいて9秒89（+4.0）をマーク。これは追い風参考記録を含む全ての記録を通じて、南アフリカ人初の9秒8台だった。
2016年2月、プーマと契約したことを発表した。
2016年8月、リオデジャネイロオリンピックの男子100mでオリンピックデビューを果たしたが、自己ベスト（9秒97）には程遠い10秒33（-0.8）で予選敗退に終わった。
2018年4月、英連邦競技大会（コモンウェルスゲームズ）の男子100mでは同じ南アフリカ人のアカニ・シンビネに敗れたものの、10秒17（+0.8）をマークして銀メダルを獲得した。また、1走を務めた4×100mリレーでは38秒24の南アフリカ新記録を樹立しての銀メダル獲得に貢献した。

## 自己ベスト
記録欄の（　）内の数字は風速（m/s）で、+は追い風を意味する。
| 種目 | 記録          | 年月日        | 場所                   | 備考             |
| 屋外 | 屋外          | 屋外          | 屋外                   | 屋外             |
| ---- | ------------- | ------------- | ---------------------- | ---------------- |
| 100m | 9秒97 (+0.8)  | 2015年7月5日  | ラ・ショー＝ド＝フォン | 元南アフリカ記録 |
| 100m | 9秒89w (+4.4) | 2016年5月29日 | ガヴァルド             | 追い風参考記録   |
| 200m | 20秒62 (+0.4) | 2015年6月14日 | ブィドゴシュチュ       |                  |
| 室内 |               |               |                        |                  |
| 60m  | 6秒62         | 2016年2月13日 | ベルリン               |                  |

## 主要大会成績
備考欄の記録は当時のもの
| 年   | 大会                  | 場所             | 種目    | 結果   | 記録          | 備考           |
| ---- | --------------------- | ---------------- | ------- | ------ | ------------- | -------------- |
| 2013 | ユニバーシアード (en) | カザン           | 4x100mR | 7位    | 45秒82 (2走)  |                |
| 2014 | 英連邦競技大会 (en)   | グラスゴー       | 4x100mR | 4位    | 38秒35 (1走)  | 南アフリカ記録 |
| 2014 | アフリカ選手権 (en)   | マラケシュ       | 100m    | 準決勝 | 10秒44 (-1.2) |                |
| 2014 | アフリカ選手権 (en)   | マラケシュ       | 4x100mR | 予選   | DQ (1走)      |                |
| 2015 | 世界選手権            | 北京             | 100m    | 準決勝 | 10秒21 (-0.4) |                |
| 2015 | 世界選手権            | 北京             | 4x100mR | 予選   | DNF (1走)     |                |
| 2016 | オリンピック          | リオデジャネイロ | 100m    | 予選   | 10秒33 (-0.8) |                |
| 2018 | 英連邦競技大会 (en)   | ゴールドコースト | 100m    | 2位    | 10秒17 (+0.8) |                |
| 2018 | 英連邦競技大会 (en)   | ゴールドコースト | 4x100mR | 2位    | 38秒24 (1走)  | 南アフリカ記録 |